# Nie Haisheng
Dans ce nom chinois, le nom de famille, Niè, précède le nom personnel.
Nie Haisheng (chinois : 聂海胜 ; chinois traditionnel : 聶海勝 ; pinyin : Niè Hǎishèng) est un astronaute chinois né le 13 octobre 1964.

## Biographie

### Carrière dans l'armée de l'air
Nie est né le 13 octobre 1964 à Yangdang dans la ville de Zaoyang et la province du Hubei. Après avoir obtenu son diplôme d'études secondaires, il rejoint l'armée de l'air et devient pilote de chasse en 1987.
Le 12 juin 1989, alors qu'il vole à 13 000 pieds (4 000 m), son avion perd son moteur et se met à tourner, cependant que le cockpit commence à s'échauffer. Tentant de reprendre le contrôle, il attend que l'avion se trouve entre 1 300 et 1 700 pieds (400 à 500 m) avant de choisir de s'éjecter.
En 2013, Nie est élevé au grade de général de division.

### Carrière dans le corps des astronautes

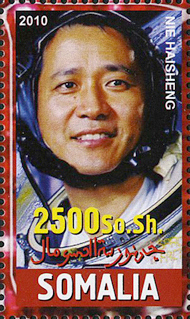
Nie Haisheng sur un timbre émis en 2010 par la Somalie.

En 1998, il est sélectionné pour le programme de vols spatiaux chinois et est l'un des trois candidats qui font partie du dernier groupe à s'entraîner pour la mission Shenzhou 5, le premier vol spatial habité de Chine, effectué par Yang Liwei et Zhai Zhigang.
Il est membre du 2e vol habité chinois le 12 octobre 2005 avec le commandant Fei Junlong, en tant qu'ingénieur de vol à bord de Shenzhou 6, pour une mission qui s'achève le 16 octobre.
Il est choisi pour être le commandant de l'équipage de secours de la mission Shenzhou 9.
En 2013, Nie est sélectionné pour commander la deuxième mission spatiale habitée Shenzhou 10 vers la première station spatiale chinoise Tiangong 1 qui s'envole le 11 juin. Il revient sur Terre le 26 juin. Il est alors le premier officier à occuper le grade de général au moment d'un lancement dans un programme spatial chinois.
Pour son troisième vol spatial, Nie est désigné commandant de la mission Shenzhou 12, qui décolle le 17 juin 2021 à destination de la station spatiale chinoise, dans laquelle l'équipage doit séjourner pendant trois mois.

## Vie privée
Il est marié à Nie Jielin (聂捷琳) et ils ont une fille nommée Nie Tianxiang (聂天翔).
L'astéroïde 9517 Niehaisheng porte son nom.